# Torneo de Francia 2020 (fútbol femenino)
El Torneo de Francia 2020 (en francés: 2020 Tournoi de France) fue la edición inaugural del Torneo de Francia, un torneo de fútbol femenino celebrado en Francia, organizado por la Federación Francesa de Fútbol y al que se accede por invitación. Se llevó a cabo entre el 4 y 10 de marzo de 2020.

## Equipos
| Equipo       | FIFA Rankings (diciembre de 2019) |
| ------------ | --------------------------------- |
| Países Bajos | 3                                 |
| Francia      | 4                                 |
| Canadá       | 8                                 |
| Brasil       | 9                                 |

## Resultados
| Pos. | Equipo         | Pts. | PJ | G | E | P | GF | GC | Dif. |
| ---- | -------------- | ---- | -- | - | - | - | -- | -- | ---- |
| 1    | Francia (H, C) | 7    | 3  | 2 | 1 | 0 | 5  | 3  | +2   |
| 2    | Países Bajos   | 3    | 3  | 0 | 3 | 0 | 3  | 3  | 0    |
| 3    | Canadá         | 2    | 3  | 0 | 2 | 1 | 2  | 3  | −1   |
| 4    | Brasil         | 2    | 3  | 0 | 2 | 1 | 2  | 3  | −1   |

 Fuente: FFF

Los horarios corresponden a la hora central europea (CET): UTC+1
| 4 de marzo de 2020, 17:00 | Francia      | 1:0 (0:0) | Canadá | Stade de l'Épopée, Calais                               |                                                         |
|                           | - Asseyi 54' | Reporte   |        | Asistencia: 7.054 espectadores Árbitro(s): Riem Hussein | Asistencia: 7.054 espectadores Árbitro(s): Riem Hussein |

| 4 de marzo de 2020, 19:00 | Países Bajos | 0:0     | Brasil | Estadio de Hainaut, Valenciennes                          |                                                           |
|                           |              | Reporte |        | Asistencia: 6.199 espectadores Árbitro(s): Victoria Beyer | Asistencia: 6.199 espectadores Árbitro(s): Victoria Beyer |

| 7 de marzo de 2020, 19:00 | Canadá | 0:0     | Países Bajos | Stade de l'Épopée, Calais                                   |                                                             |
|                           |        | Reporte |              | Asistencia: 989 espectadores Árbitro(s): Florence Guillemin | Asistencia: 989 espectadores Árbitro(s): Florence Guillemin |

| 7 de marzo de 2020, 21:00 | Francia      | 1:0 (0:0) | Brasil | Estadio de Hainaut, Valenciennes                                |                                                                 |
|                           | - Gauvin 55' | Reporte   |        | Asistencia: 17.022 espectadores Árbitro(s): Marta Huerta de Aza | Asistencia: 17.022 espectadores Árbitro(s): Marta Huerta de Aza |

| 10 de marzo de 2020, 19:00 | Brasil                   | 2:2 (2:0) | Canadá                      | Stade de l'Épopée, Calais                                 |                                                           |
|                            | - Marta 8' - Ludmila 18' | Reporte   | - Matheson 74' - Beckie 87' | Asistencia: 0 espectadores Árbitro(s): Stéphanie Frappart | Asistencia: 0 espectadores Árbitro(s): Stéphanie Frappart |

| 10 de marzo de 2020, 21:00 | Francia                                            | 3:3 (1:2) | Países Bajos                                  | Estadio de Hainaut, Valenciennes                              |                                                               |
|                            | - Gauvin 45' - Mbock Bathy 59' (pen.) - Sarr 90+4' | Reporte   | - Wilms 29' - Spitse 33' (pen.) - Martens 73' | Asistencia: 0 espectadores Árbitro(s): Anastasia Pustovoytova | Asistencia: 0 espectadores Árbitro(s): Anastasia Pustovoytova |

## Goleadoras
2 goles
- Valérie Gauvin

1 gol
- Ludmila
- Marta
- Janine Beckie
- Diana Matheson
- Viviane Asseyi
- Griedge Mbock Bathy
- Ouleymata Sarr
- Lieke Martens
- Sherida Spitse
- Lynn Wilms